# Tecnato

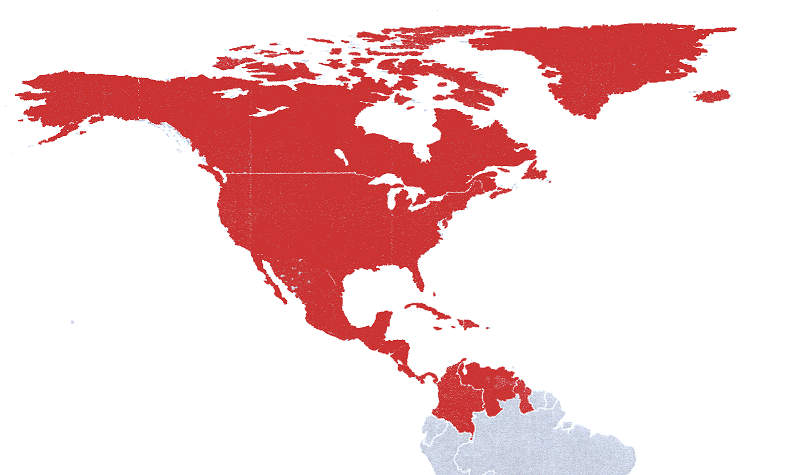
Extensión del Tecnato Norteamericano.

Tecnato, a veces Tecnado, es una palabra acuñada por el movimiento tecnocrático para describir una región sobre la cual opera una sociedad tecnocrática. Una detallada descripción de cómo se organiza y se opera un tecnato se halla en el Curso de Estudios Tecnocráticos, cuyos dos últimos capítulos esquematizan un tecnato. Todos los recursos de esta región serían usados por una tecnocracia para proporcionar abundancia de servicios a sus ciudadanos.
Según el Movimiento Tecnocrático Estadounidense, un Tecnato no puede simplemente fundarse como un país actual. Este tiene varios requerimientos que deben cumplirse con el fin de operar.
- Debe tener suficientes recursos naturales para crear abundancia.
- Debe ser una base industrial y científica preexistente
- Debe tener una cantidad suficiente de personal calificado para operar la infraestructura que proporciona la abundancia.

El Tecnato Norteamericano, abarca toda la América del Norte, Centroamérica, las Antillas y el norte de Suramérica. [cita requerida]